# Ichikawa
Ichikawa (市川市 Ichikawa-shi) é uma cidade japonesa localizada na província de Chiba.
Em 2003 a cidade tinha uma população estimada em 462 249 habitantes e uma densidade populacional de 8 044,71 h/km². Tem uma área total de 57,46 km².
Recebeu o estatuto de cidade a 3 de Novembro de 1934.
Ichikawa é, de certa forma, uma cidade dormitório para muitos habitantes que trabalham em Tóquio e que viajam todos os dias até à capital do Japão. Pode-se escolher vários tipos de transporte. O mais utilizado é o comboio que permite chegar ao centro de Tóquio em cerca de meia hora.

## Cidades-irmãs
- Medan, Indonésia
- Gardena, Estados Unidos
- Rosenheim, Alemanha
- Wonju, Coreia do Sul
- Leshan, China